# Ramna (gmina)
Gmina Ramna – gmina w okręgu Caraș-Severin w zachodniej Rumunii. Zamieszkuje ją 1560 osób.. W skład gminy wchodzą miejscowości Ramna, Bărbosu i Valeapai.